# Luisa Castro
María Luisa Castro Legazpi (Foz, Lugo, España; 1966) es una escritora y columnista española en lenguas gallega y castellana. Fue directora del Instituto Cervantes de Nápoles entre 2012 y 2017, del de Burdeos entre 2017 y 2022 y desde entonces y actualmente del de Dublín.

## Biografía
Hija de un marinero y un ama de casa, Luisa Castro es la menor de dos hermanas. Publicó sus primeros artículos en El Progreso y El Faro de Vigo a los 16 años. En 1984 comienza sus estudios de Filología Hispánica en Santiago de Compostela y a los 19 años recibe el premio Hiperion de Poesía. Empieza entonces una colaboración semanal con el ABC, y se traslada a Madrid, donde también colabora como articulista en El País, El Mundo y en diversos medios de comunicación. Se licencia en Lingüística por la Universidad Complutense. Fue directora del Instituto Cervantes de Nápoles y en la actualidad dirige el de Burdeos.

En 1990 recibe el Premio Rey Juan Carlos de Poesía, y publica su primera novela "El Somier", que es finalista del Premio Herralde ese año. A partir de entonces diversifica su carrera como novelista y poeta, y amplía sus estudios en Urbino (Italia)y en Nueva York, a donde se traslada en 1993 con una beca Fulbright para realizar estudios de cine. 

A su vuelta de Nueva York vive en Barcelona, donde imparte clases de Adaptación Cinematográfica en el Institut d´Humanitats y trabaja como jefa de prensa en la editorial Ronsel. En el año 2001 colabora con el Consello da Cultura Galega y comienza una colaboración con La voz de Galicia. Recibe el premio Azorín por su novela "El secreto de la lejía", publica "Viajes con mi padre", el libro de poemas "Amor mi señor", y la novela "La segunda mujer", que recibe en el año 2006 el premio Biblioteca Breve. Ha recibido también el premio Torrente Ballester por su libro de cuentos "Podría hacerte daño", y el premio Puro Cora de Periodismo. Sus colaboraciones periodísticas de La Voz de Galicia están recogidas en el libro "Melancolía de sofá"(Xerais, 2009) y una selección de su columna semanal en ABC durante diez años se encuentra recogida en el libro "Diario de los años apresurados" (Hiperion, 1997). Ha impartido conferencias y lecturas en universidades europeas, americanas y de Oriente Próximo, y Cursos sobre novela y poesía en la USC, entre otras instituciones.

## Obras

### Poesía
- Odisea definitiva. Libro póstumo (Madrid, Arnao, 1984). 40 páginas, ISBN 84-86305-05-5.
- Los versos del eunuco (I Premio Hiperión; Madrid, Hiperión, 1986). 76 páginas, ISBN 84-7517-178-8.
- Baleas e baleas (accésit del VI Premio Esquío; Ferrol, Sociedad de Cultura Valle-Inclán, 1988). ISBN 84-86046-28-9.
- Los seres vivos (1988).
- Los hábitos del artillero (VI Premio Rey Juan Carlos; Madrid, Visor, 1989). 62 páginas, ISBN 84-7522-251-X.
- Ballenas (Madrid, Hiperión, 1992). Edición bilingüe del poemario Baleas e baleas. 114 páginas, ISBN 84-7517-357-8.
- De mí haré una estatua ecuestre (Madrid, Hiperión, 1997). 82 páginas, ISBN 84-7517-499-X.
- Señales con una sola bandera: poesía reunida 1984-1997 (Madrid, Hiperión, 2004). 304 páginas, ISBN 84-7517-768-9.
- Amor mi señor (Barcelona, Tusquets Editores, 2005). 144 páginas, ISBN 84-8310-437-7.

### Novela
- El somier (finalista del VIII Premio Herralde; Barcelona, Anagrama, 1990). 192 páginas, ISBN 84-339-0912-6.
- La fiebre amarilla (Barcelona, Anagrama, 1994). 176 páginas, ISBN 84-339-0976-2.
- El secreto de la lejía (XXVI Premio Azorín; Barcelona, Planeta, 2001). 256 páginas, ISBN 84-08-03834-6.
- Viajes con mi padre (Barcelona, Planeta, 2003). 232 páginas, ISBN 84-08-04636-5.
- La segunda mujer (Premio Biblioteca Breve 2006; Barcelona, Seix Barral, 2006). 320 páginas, ISBN 84-322-1217-2.
- La sota de Esquilache, 2006, con Raúl del Pozo, publicada por el suplemento Campus (El Mundo).
- Sangre de horchata, 2023, 211 p. ISBN 9788420464015

### Relatos
- Podría hacerte daño (XVI Premio Torrente Ballester; La Coruña, Ediciones del Viento, 2005). 200 páginas, ISBN 84-934060-5-8.

### Artículos
- "Carmen Martín Gaite". En Retratos literarios: escritores españoles del siglo XX evocados por sus contemporáneos (ed. de Laura Freixas; Madrid, Espasa Calpe, 1997, pp. 306-307). 398 páginas, ISBN 84-239-8624-1.
- Diario de los años apresurados (Madrid, Hiperión, 1998). 154 páginas, ISBN 84-7517-536-8.
- Melancolía de sofá (2009).

## Premios
- 1986 Premio Hiperión por Los versos del eunuco
- 2001 Premio Azorín por El secreto de la lejía
- 2006 Premio Biblioteca Breve por La segunda mujer

| Predecesor: Elvira Lindo | Premio Biblioteca Breve 2006 | Sucesor: Juan Manuel de Prada |